# Бушен, Христиан Николаевич
Христиан Николаевич Бушен (1787—1867) — генерал от инфантерии, участник Наполеоновских войн.

## Биография
Христиан Бушен родился 1 июля 1787 года, сын генерал-майора Н. М. фон Бушена. Окончив образование в частном пансионе в 1804 году, он начал службу подпрапорщиком в Таврическом гренадерском полку.
Участник многих войн, Бушен большую часть своей службы провел в походах.
В кампаниях 1805 года в Австрии и 1806—1807 годов в Пруссии он сражался при Аустерлице, под Прейсиш-Эйлау и Данцигом. В 1806 году получил свой первый офицерский чин.
В период Отечественной войны он принимал ближайшее участие в бою под Бородиным, доставившем ему орден св. Владимира 4-й степени с бантом; в Заграничном походе 1813 года в Битве народов под Лейпцигом он был ранен пулей в грудь, получив 22 января 1814 года за отличие золотую шпагу с надписью «За храбрость», а в кампании 1814 года находился в сражении под Бар-сюр-Об и при взятии Парижа.
Деятельная служба и отличия выдвинули Бушена, доставив ему, ещё в чине подполковника, 22 января 1819 года командование над 21-м егерским полком, и 28 января 1822 года он был произведён в полковники. 12 декабря 1824 года за беспорочную выслугу в офицерских чинах Бушен был награждён орденом св. Георгия 4-й степени (№ 3813 по кавалерскому списку Григоровича — Степанова).
Произведённый в 1830 году в генерал-майоры, он, командуя бригадой 2-й гренадерской дивизии, в 1831 году с отличием находился при штурме Варшавы, за что 18 октября получил золотую шпагу с надписью «За храбрость» и бриллиантами. С окончанием кампании против поляков Бушен состоял военным начальником Сандомирской губернии по 1839 год, когда получил в командование 12-ю пехотную дивизию (в 1840 году произведён в генерал-лейтенанты), с которой принял участие в Венгерском походе 1849 года и находился в сражениях под Мишкольцем и Дебречином; за отличие был 5 сентября 1849 года вторично награждён золотой шпагой с надписью «За храбрость» и бриллиантами.
В конце 1849 года состоялось назначение Бушена членом генерал-аудиториата военного министерства. Последними наградами его были чин генерала от инфантерии (в 1856 году) и орден св. Александра Невского (в 1860 году).
Христиан Николаевич Бушен умер 1 февраля 1867 года в Санкт-Петербурге и был похоронен на Волковом лютеранском кладбище.

## Семья
Дети:
- Дмитрий (1826—1871), генерал-майор генерального штаба, директор Пажеского корпуса
- Алексей, генерал-лейтенант
- Николай, генерал-майор
- Мария (1828—1883). Муж: генерал-лейтенант Д. Н. Кузьмин-Караваев

- Фото Дмитрия Христиановича Бушена, до 1871 г.
- Портрет Николая Христиановича Бушена работы Владимира Гау, 1850-е гг.